# Norma Stitz
Annie Hawkins-Turner, ismertebb előadói nevén Norma Stitz webes vállalkozó és fétismodell. Művészneve az "enormous tits (hatalmas mellek)" anagrammája. Ő tartja a legnagyobb természetes mell Guinness világrekordját.

## Karrierje
Stitz 37 évesen megnyerte a Juggs magazin egy versenyét, ahol a kinézetet értékelték, majd ezután kezdett el a felnőtt szórakoztató iparban dolgozni. 2012. július 15-én Hawkins-Turner  szerepelt a TLC televízió Strange Sex sorozatában. Ezen kívül meghívták a The Jenny Jones Showba is. Norma Stitz néven közel 250 szoftpornó filmben szerepelt. Saját magát  „fantasy modellként” írta le, és hozzátette, „az, hogy nem szerepelt hardcore pornóban, az nem azt jelenti, hogy nem szexel.” A "The Amazing Norma Stitz" filmjét az AVN is értékelte.

## Díjai
Hírességek csarnoka, 2018

## Elismerések
2016-ban Hawkins-Turner viaszból készült hasonmását kiállították Vietnamban a Ha Longban újonnan megnyílt viaszmúzeumban.

## Külső hivatkozások
- Hivatalos weboldal
- Annie Hawkins-Turner LinkedIn profilja